# Ronny Martens
Ronny Martens (Geraardsbergen, 22 december 1958) is een Belgisch oud-voetballer. Hij speelde als aanvaller en werd in 1985 topscorer in de Belgische Eerste klasse.
Martens speelde in de jeugd bij V.C. Eendracht Deftinge. In 1977 vertrok hij naar RSC Anderlecht, waar hij in januari 1978 debuteerde voor de eerste ploeg. Hij speelde zijn eerste seizoen 7 competitiewedstrijden en wist er viermaal te scoren. Zijn tweede seizoen bij Anderlecht wist hij weinig te scoren; slechts in de Beker trof hij een keer raak. Zijn derde seizoen was hij een vaste waarde in de ploeg en scoorde 12 keer in de competitie. In zijn vierde en laatste seizoen bij Anderlecht speelde hij weer weinig en scoorde er niet, maar hij pakte wel de landstitel met de club.
In 1981 transfereerde Martens naar KSK Beveren, waar hij regelmatiger speelde en frequenter wist te scoren. In 1983 won hij er met de ploeg de Beker van België. In 1984, in zijn derde seizoen bij Beveren, pakte hij ook met deze club de landstitel. Na dit seizoen trok Martens in 1985 voor één seizoen naar AA Gent. Hij scoorde er 23 keer in de competitie, wat hem dat jaar de titel van topscorer in de Eerste Klasse opleverde.
Na dit ene seizoen ging hij 2 jaar voor KV Mechelen spelen, waarmee hij in 1987 de Beker van België won. In 1987 keerde hij opnieuw voor één seizoen terug naar AA Gent. Het jaar erop ging hij voor RWDM spelen, dat echter het seizoen op een degradatieplaats afsloot. Het volgende seizoen beëindigde hij zijn carrière bij tweedeklasser Boom FC.
Na zijn carrière als beroepsvoetballer was hij nog actief bij kleinere clubs zoals KSK Kallo, Sint-Gillis-Waas, FCN Sint-Niklaas en KVK Svelta Melsele.

## Erelijst

### Speler
RSC Anderlecht
- UEFA Beker der Bekerwinnaars: 1977-78 (winnaars)[2]
- UEFA Super Cup: 1978
- Eerste Klasse: 1980–81
- Trofee Jules Pappaert: 1977[3]
- Nationale trofee voor sportverdienste: 1978[4]

#### KSK Beveren
- Eerste Klasse: 1983–84
- Beker van België: 1982-83

#### KV Mechelen
- Beker van België: 1986-87[5]

### Internationaal
Belgium
- UEFA Europees Kampioenschap: 1980 (finalist)[6]
- Nationale trofee voor sportverdienste: 1980[7]